# Male novine (Sarajevo)
Male novine, bosanskohercegovački je dječji književni list u izdanju najstarijega bosanskohercegovačkoga dnevnoga lista Oslobođenje. List je pokrenuo Aleksa Mikić 1956. godine u Sarajevu.

## Povijest
Male novine su kao dječji književni časopis pokrenute 1956. godine u Sarajevu. Bile su namijenjeno učenicima osnovnih škola širom Jugoslavije. Izlazile su tjedno i imale dopisnike iz svih većih središta tadašnjih republika. Prvi glavni urednik Malih novina bio je Aleksa Mikić. Uredništvo lista činila su poznata pjesnička i književna imena. Između ostalih bili su to: Branko Ćopić, Desanka Maksimović, Gustav Krklec i Danko Oblak. Nakladnik je bio dnevni list Oslobođenje.
List je najveći uspjeh postigao šezdesetih godina 20. stoljeća. U tom je razdoblju postizao nakladu od 400 000 primjeraka. Osim rubrika namijenjenih učenicima osnovnih škola, novine su otvorile svoj prostor svjetskim poznatim strip autorima i stripovima. Tu posebno mjesto pripada Disneyjevom Švrći, popularnom Tarzanu E. R. Burroughsa kojega je crtao John Celardo i Jungovom Tim Tayloru. Uz inozemne autore, u Malim novinama pojavljivali su se i mnogi jugoslavenski strip crtači. Vrijedno je spomenuti Abdulaha Kozića i scenarista Aleksu Mikića koji su zajednički snimili trinaest epizoda Malog partizana, popularnoga stripovskoga serijala. Andrija Marović objavio je Hrabrog Nika scenarista Rudija Aljinovića. Ivica Bednjanec objavio je jedan strip u realističkoj maniri, kao i Saša Dobrila. Ahmet Muminović objavio je svoje prve stripove u Malim novinama, te niz inih poznatih i manje poznatih imena.
Josip Broz Tito je u povodu desete godišnjice lista 1966. odlikovao Male novine Ordenom bratstva i jedinstva sa srebrnim vijencem, zbog „očuvanja bratstva i jedinstva među mlađim generacijama naroda Jugoslavije”.
Malim novinama je osamdeserih ubrzano počela padati naklada. Format je smanjen s A3 na A4. Kratko su nakon rata izlazile i dostavljale se po osnovnim školama u nakladi od 20 000 primjeraka. Veliki je broj zbirki Malih novina tijekom i nakon 
rata nestao. One koje su preživjele rat ukradene su iz Oslobođenja.
Male novine i dalje izlaze u okviru Oslobođenja, ali u znatno manjoj nakladi. Prilagođene su za učenike četvrtih i viših razrede osnovne škole. Izlaze jednom mjesečno i dostavljaju se isključivo školama.

## Priznanja
- Orden bratstva i jedinstva sa srebrnim vijencem (1966.)[6]

## Vanjske poveznice
- „Sačuvajmo Male novine, Veselu svesku i Lastavicu”